# 卡納喬哈里 (紐約州)
卡納喬哈里（英語：Canajoharie）是一個位於美國紐約州蒙哥馬利縣的鎮。

## 人口
根據2020年美國人口普查的數據，卡納喬哈里的面積為111.63平方千米，當中陸地面積為110.34平方千米，而水域面積為1.29平方千米。當地共有人口3660人，而人口密度為每平方千米33人。